# 謝尖順
謝尖順（1918年1月24日—？年），後改名謝順，是中華民國雙性人。1953年，中華民國國軍軍醫發現其狀況後，讓其接受性別重置手術成為女性，使其成爲普遍認爲的首位變性华人。由於和跨性別者克麗絲汀·喬根森同爲軍人，謝尖順又有「中國克麗絲汀」之稱。此等空前大事在台灣社會引起極大迴響，使許多人認為台灣醫療水準得以和美國並駕齊驅。不過，儘管受到許多醫療人員的協助與鼓勵，謝尖順本人並無成為女性的意願。

## 生平

### 早年
1918年1月24日，生於廣東潮州。16歲入伍從軍，19歲失去雙親，並在1949年隨中華民國政府移居臺灣。

### 從軍與診斷
1953年，謝尖順因腹痛而到軍醫院就醫，確診闌尾炎，同時醫院也發現其爲雙性人。謝尖順有一根陰莖、一個非常細長的陰道口，以及包含睪丸和卵巢的內生殖腺，醫師確認其卵巢可產出卵子，而睪丸組織正在惡化。謝尖順得知自身情況後，便堅持要保留男性的部分。謝尖順也對此短暫地感到煩躁不安，有引述指出謝尖順表示：「若我生理上無法成為男人，要逼我做女人，我還有別路可走？」，因為這番話，許多人開始同情謝尖順，認為其是「正常但不幸的異性戀男人」。

### 手術及受到關注
謝尖順成為台灣首位接受性別重置手術的人，媒體對此事高度關注、積極報導，導致醫院院方和謝尖順的友人得設法隔絕記者，以保障謝尖順的隱私。在這段期間，謝尖順的醫療過程和手術情況屢屢登上新聞版面，媒體也在新聞揭露其性器官，使公眾了解其情況。醫師對媒體表示，醫師判斷謝尖順的女性生殖器官功能更齊全，而男性生殖器官發育狀況較差，因此切除男性性器官較為適宜。醫師認為，從生理狀況來決定謝尖順的性別，會比依照謝尖順的心理狀況來決定性別更為重要。

#### 初次手術
謝尖順的首次手術是透過剖腹檢查內部生理結構，當時《聯合報》報導對該次手術有記載。報導指出該手術檢查出其腹內有子宮和卵巢，如果謝尖順的生理結構類似典型女性，則會緊接著進行第二次手術，將切開目前封閉的陰道口，檢查內部是否有異常。倘若兩次手術結果都證實謝尖順有女性生殖系統，則會切除小陰唇上方的男性性器官，將其變成女性，否則會將謝尖順變為男性。

#### 二次手術
謝尖順轉院至臺北進行第二次手術，起初拒絕此事，並為此寫信給政府，表達自己希望留在臺南。謝尖順也透露因為陰道口太小，月經來時感到經痛。在下一次來潮前，謝尖順同意轉院及手術。第二次手術也是檢查性質的剖腹手術，在這次手術中，醫師切除其內部男性性器官，並從女性生殖器官採得檢體。

#### 後續手術
謝尖順在第三次手術中去除了陰莖，並造了人工陰道口。第四次手術是陰道成形術，謝尖順聲稱自己前後共接受了九次手術，但後續手術未公開報導。

### 後續
1950年代末，謝尖順改名謝順，開始在大同婦孺教養院工作。國防部撥給謝尖順新台幣一千元，讓其購置女性服裝以盡速熟悉新身分。有許多人認為謝尖順與克麗絲汀·喬根森之間的競爭，象徵著台灣與美國之間的科學競爭，並聲稱謝尖順在經過手術後，在生理上成為了百分百的女性，而克麗絲汀是「被改變的男性」。

## 文化影響
謝尖順的身分與故事對台灣社會產生重大影響，許多人認為這表示臺灣的醫療水準向前邁進一大步，或已經達到與美國相同的水準。而臺灣的報紙也刊載許多有關雙性人、變性人、罕見身體疾病的報導，聯合報針對此事，連載名為《謝尖順小姐故事》的長篇報導，連續33天，報導長達四萬餘字。